# Welcome to the Edge
《Welcome to the Edge》(웰컴 투 디 엣지)는 록샌 시먼(Roxanne Seeman), 빌리 휴스(Billie Hughes), 도미닉 메싱어(Dominic Messinger)가 작사, 작곡한 싱글 곡이다. 빌리 휴스가 취입한 이 곡은 일본 빌보드 차트 1위에 올랐다. 동시에 이 곡은 미국 NBC에서 방영된 TV 시리즈 '산타바바라 (Santa Barbara)'에 삽입되었고,에미상(Emmy Awards)의 '베스트 오리지널 송(Best Original Song) 부문에 후보로 올랐다.
빌리 휴스의 'Welcome to the Edge' 앨범은 TV 시리즈 '산타바바라 '에 로버트 바(Robert Barr)라는 인물이 등장할 때 사용되었다. 이후 이 TV 시리즈에서 러브 테마송으로 2년 넘게 사용되었다. 이 기간 동안 당시 일본 최고의 여성 듀오였던 '윙크(Wink)'가 이 곡의 일본 버전을 불러 일본 빌보드 차트 1위에 올랐다. 또한 이 노래는 2000년 한국영화 종합병원 The Movie 천일동안에 OST로 삽입되었다.
빌리 휴스는 윙크의 편곡을 따라 이 곡의 새 버전을 녹음했고, 이 새 버전은 일본 후지TV의 인기 TV 시리즈인 '모 다레모 아이세나이'의 테마 송으로 사용되었다. 일본의 포니 캐년 레코드(Pony Canyon Records)가 발매한 이 곡이 담긴 싱글 앨범은 일본에서 52만 장이 팔렸다. 이 앨범은 NHK에서 방송된 '골드 디스크 어워즈'에서 '올해의 인터내셔널 싱글(#1 International Single of The Year)'을 수상했다. 빌리 휴스는 Mc 해머(MC Hammer)가 '캔트 터치 디스(Can't Touch This)'를 공연한 이 시상식에서 공연했다.

## 빌보드 차트 순위 기록
| 국가                   | 최고 순위 |
| ---------------------- | --------- |
| 일본 빌보드            | 1         |
| 일본 오리지널 컨피던스 | 1         |

## 일본에서 발매된 다른 버전 또는 삽입곡
- 놀런스(The Nolans)
- 미에 야마모토
- 본 칙
- 빌 챔플린
- 제니퍼
- 크리스털 포엠 오케스트라(Crystal Poem Orchestra)
- 닥터 지바고(Dr. Zivago)
- 후지TV 테마송
- 윙크(Wink) 리믹스 앨범 '잼 더 윙크(Jam The Wink)'
- 러브 스토리(Love Stories), 포니 캐년 레코드(Pony Canyon Records)
- 윙크(Wink) 앨범 '다이아몬드 박스(Diamond Box)'
- 베스트 히트 오브 TV(The Best Hits of TV)
- 클라이막스 오버시즈-드라마틱 송(Climax Overseas-Dramatic Songs),' 소니 컴필레이션 앨범(Sony compilation)

## 중국 발매 앨범
- 체리 초이(Cherrie Tsoi)
- 조이스(Joyce)

## 같이 보기
- 빅 인 재팬

## 참고 문헌
- http://www.noanoamusic.com/news.html
- https://web.archive.org/web/20111004211530/http://www.billiehughes.com/ 빌리 휴스 웹사이트
- https://www.imdb.com/name/nm3070930/ IMDB.com의 빌리 휴스 홈페이지